# Distretto di Korop
Il distretto di Korop (in ucraino Коропський район?) era un distretto (rajon) dell'Ucraina, situato nell'oblast' di Černihiv. Il suo capoluogo era Korop. È stato soppresso con la riforma amministrativa del 2020.